# Kivšarivka
Kivšarivka (ukrajinsky Ківшарівка) je sídlo městského typu v Charkovské oblasti na Ukrajině.  K roku 2019 v ní žilo bezmála devatenáct tisíc obyvatel.

## Poloha a doprava
Jádro obce leží přibližně dva kilometry východně od levého břehu Oskolu, levého přítoku Severního Doňce v povodí Donu, a zhruba dva kilometry jihovýchodně od Kupjansku-Vuzlového, velkého železničního uzlu.
Kivšarivka má i vlastní železniční stanici a to na trati z Kupjansku do Svjatohirsku.

## Dějiny
Vesnice Kivšarivka byla založena v roce 1710 a pojmenována podle příjmení Kivšar. Sídlo městského typu Kivšarivka vzniklo v roce 1970 sloučením vesnic Kivšarivka, Prytulov (Притулов, Притулов – Pritulov) a Zaborivka (Заборівка, Заборовка – Zaborovka).